# توماس ارل
توماس ارل (انگلیسی: Thomas Erle؛ ۱۶۵۰ – ۲۳ ژوئیهٔ ۱۷۲۰ ) فرد نظامی اهل پادشاهی انگلستان بود.